# Mécanicien de course automobile
Pour les articles homonymes, voir Mécanicien.
Le mécanicien de course automobile est un mécanicien automobile spécialisé dans les engins de compétition automobile.

## Le mécanicien de course
Comme tout mécanicien automobile traditionnel, il est chargé d'assurer l'entretien, la réparation et les réglages du véhicule. À ceci près qu'il intervient sur des engins destinés à la course dont il doit garantir le maximum de performance, de maniabilité, et de sécurité. De fait, son travail consiste moins à réparer une panne qu'à effectuer les multiples contrôles, mises au point et réglages nécessaires : mécaniques, électriques, hydrauliques et pneumatiques. Le mécanicien de course est donc avant tout un technicien de maintenance.
Il est souvent spécialisé, par exemple sur les voitures de rallye ou de circuit, chaque discipline ou catégorie n'exigeant pas les mêmes compétences techniques. Certaines sont des voitures de tous les jours adaptées à la course (notamment au niveau du moteur) et d'autres sont des machines spécifiquement construites et destinées à la compétition.
L'emploi du temps du mécanicien de course est souvent chargé notamment à l'approche des compétitions. En atelier, il doit préparer la voiture, il est aussi présent sur les sites d'essais et peut être conduit à tester la voiture avec le pilote. Enfin, il est présent au moment de la course pour intervenir au moindre problème technique.

## Formations
Il existe peu de formations spécifiques pour les mécaniciens de course. Des lycées professionnels, à la suite de programmes incluant la pratique en écurie, délivrent des diplômes spécifiques. Ces écoles concluent régulièrement des accords de partenariat avec des marques automobiles ou des écuries, et participent ainsi à certains championnats.
En France, le Lycée polyvalent Le Mans Sud, en partenariat avec l'Auto Sport Academy (laquelle forme aussi des pilotes), offre un programme de formation.
L'Ecole de la Performance (laquelle forme aussi des ingénieurs en compétition) située en bordure du Circuit Paul Armagnac de Nogaro propose une formation de mécanicien de course. Intitulée Préparateur Développeur de Véhicules de Compétition, il s'agit d'une certification de niveau 5 enregistrée au Répertoire National des Certifications Professionnelles (fiche RNCP 34401, code CPF 328391). Cette formation de 11 mois en alternance inclut un stage en entreprise dans une structure professionnelle de niveau national ou international. À l'issue de cette formation, les stagiaires bénéficient d'un taux d'insertion professionnelle global moyen à 6 mois de 91 %.  